# Diablotin
 (septembre 2013).
 (mai 2009).
Si vous disposez d'ouvrages ou d'articles de référence ou si vous connaissez des sites web de qualité traitant du thème abordé ici, merci de compléter l'article en donnant les références utiles à sa vérifiabilité et en les liant à la section « Notes et références ».

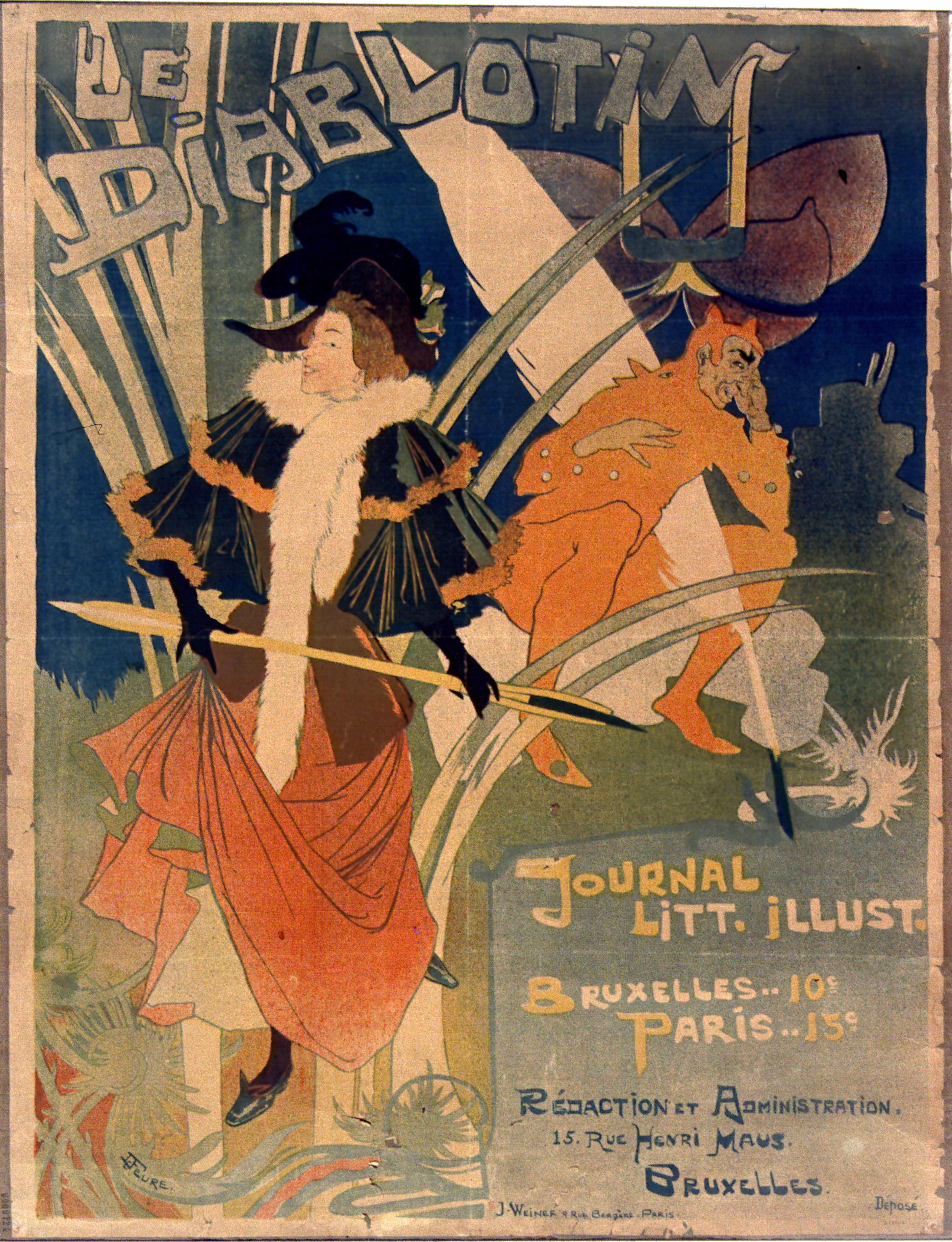
Affiche par Georges de Feure pour Le Diablotin, organe des mécontents

Un diablotin est, dans la mythologie, le folklore et plusieurs traditions, une créature démoniaque de petite taille. Ils sont décrits comme de petites êtres espiègles agités et de taille réduite plutôt que de sérieuses menaces, et occupent une position inférieure dans la hiérarchie de la démonologie. Les assistants du Diable sont parfois nommés des « diablotins ».

## Folklore
Certains diablotins peuvent se tourner vers de bonnes actions, car ils sont si seuls qu'ils feraient à peu près n'importe quoi, même les bonnes actions, pour avoir des amis.

### Origines
Le demi-dieu Pan, mentionné dans la mythologie grecque, possède quelques points communs avec les diablotins mais ne peut pas être considéré comme leur ancêtre, le diablotin étant vraisemblablement issu du folklore germanique et slave plutôt que des traditions grecques. Toutefois, les diablotins sont parfois décrits comme des joueurs de musique susceptibles d'être séduits par une promesse d'aide, et capables de « faire le bien » de cette manière, bien que des « tours » ou des « malices » puissent intervenir.
Diablotin est aussi le nom donné aux familiers qui servaient les sorcières durant le Moyen Âge. Ils étaient généralement gardés sous le contrôle de ces dernières grâce à des objets magiques comme des gemmes, et invoqués pour divers services magiques. L'alchimiste Paracelse était ainsi censé avoir un diablotin à son service.

## Culture populaire
- Dans les comic books de DC Comics, les diablotins sont des créatures extra-dimensionnelles.
- Dans le jeu de rôle Donjons et Dragons, le diablotin fait partie du manuel des monstres.
- Les diablotins font partie des premiers compagnons invocables par les démonistes dans World of Warcraft.
- Dans RuneScape, les diablotins  sont décrits comme des bébés démons. Ils sont petits et ont des tendances cleptomanes.
- Dans Guild Wars, les diablotins sont des ennemis communs
- Dans Dungeon Keeper, les diablotins sont les gardiens des donjons les plus faibles
- Dans le jeu vidéo Ōkami, Amaterasu combat des diablotins durant son voyage
- Dans le jeu vidéo Conker's Bad Fur Day, et son remake sur Xbox, Conker doit boire de la bière pour uriner sur des diablotins rouges.
- Dans le jeu vidéo Doom 3 C'est un des nombreux démons.
- Dans Heroes of Might and Magic III, le diablotin est une créature du camp du chaos (la plus faible). Dans l'opus 4, il fait partie du camp de la mort et elle peut dérober des points de sorts à des créatures ou héros ennemis pour les transférer à ses alliés. Dans le 5, il combat aux côtés des démons.
- « Les diablotins » est le surnom de l'équipe de Belgique espoir de football (moins de 21ans), l'équipe de Belgique de football étant surnommée les « diables rouges ».
- Dans la série de jeux vidéo Castlevania, les diablotins sont des ennemis qui ont la capacité d'esquiver les attaques du joueur et de prendre le contrôle de son corps, dans le but de le guider vers des pièges mortels ou de le laisser à la merci des coups d'autres créatures. Certains opus font également apparaître les diablotins en tant que familiers; ils aideront le joueur en attaquant les ennemis ou en ouvrant des passages secrets.